# 라이노 (가수)
라이노(RYNO)는 대한민국의 가수다. 2018년, EP 《HUB MUSIC EP》로 데뷔했다.

## 방송
- 《쇼미더머니 6》 (2017) - Top14
- 《쇼미더머니 777》 (2018) - Top60
- 《사인히어》 (2019) - Top9 (8위)

## 음반
- 쇼미더머니 6 Episode 1 (2017)
- 쇼미더머니 6 Special (2017)
- HUB MUSIC EP (2018)
- Homies (Feat. Paloalto) (2019)
- 사인히어(SignHere) episode1 (2019)
- 사인히어(SignHere) episode3 (2019)
- HELLP (2019)